# Häuserhof (Münsterhausen)
Häuserhof ist ein Gemeindeteil von Münsterhausen im schwäbischen Landkreis Günzburg in Bayern.

## Geographie
Der Weiler liegt circa zwei Kilometer östlich von Münsterhausen. Er ist über eine Gemeindestraße von Münsterhausen und Reichertsried aus erreichbar.

## Baudenkmäler
Sehenswert ist die 1994 gebaute Feldkapelle mit historischer Ausstattung.
→ Liste der Baudenkmäler in Häuserhof